# Nati nel 1218
| Questa pagina contiene informazioni ricavate automaticamente dalle voci biografiche con l'ausilio del template Bio e di un bot. L'aggiornamento è periodico e automatico e ricostruisce completamente la pagina. Se manca una persona in questa lista, sei pregato di non aggiungerla, ma accertati piuttosto che la sua voce biografica contenga il template Bio e che i dati anagrafici siano correttamente compilati. Se il template Bio manca, inseriscilo tu stesso o, in alternativa, metti l'avviso {{tmp\|Bio}} che ne segnala la mancanza. Se i dati riportati sono sbagliati, correggi direttamente la voce biografica; le modifiche saranno visibili in questa lista entro pochi giorni. Per chiarimenti vedi il progetto biografie. La lista contiene solo le 11 persone che sono citate nell'enciclopedia e per le quali è stato implementato correttamente il template Bio. Pagina aggiornata al 13 gen 2025. |

- 12 febbraio - Kujō Yoritsune, militare giapponese († 1256)
- 1º maggio - Giovanni d'Avesnes, conte († 1257)
- 1º maggio - Rodolfo I d'Asburgo, sovrano tedesco († 1291)
- 3 maggio - Enrico I di Cipro, sovrano cipriota († 1253)
- 30 ottobre - Chūkyō, imperatore giapponese († 1234)
- Abele di Danimarca, re danese († 1252)
- Adelaide I di Borgogna, nobile († 1279)
- Iolanda di Bretagna, nobildonna francese († 1272)
- Zita di Lucca, santa italiana († 1278)
- Tolberto II da Camino, nobile italiano († 1256)
- Maria di Coucy, regina († 1285)